# 평원중학교
평원중학교(平原中學校)는 대한민국 강원특별자치도 원주시 단계동에 있는 공립 중학교이다.

## 학교 연혁
- 1992년 9월 19일 : 평원중학교 설립 인가 (24학급)
- 1992년 12월 31일 : 신축교사 준공
- 1993년 3월 5일 : 신입생 입학 (8학급 388명)
- 1996년 2월 15일 : 제1회 졸업식 개최 (남 198명, 여 197명 계 395명)
- 2003년 1월 23일 : 학교 급식소 및 체육관 준공
- 2014년 3월 1일 : 2학급 감축 및 특수학급 개설(26학급)
- 2024년 9월 1일 : 제15대 이미숙 교장 부임
- 2025년 1월 3일 : 제30회 졸업식(227명, 누계 9,878명)
- 2025년 3월 4일 : 신입생 입학(8학급 남 93명, 여 138명 계 231명)

## 참고 자료
- 평원중학교 - 한국교육학술정보원 학교알리미